# Потонецький
Потонецький — річка в Шептицькому району Львівської області, права притока Березівки (басейн Прип'яті).

## Опис
Довжина річки приблизно 12 км. Висота витоку річки над рівнем моря — 219 м, висота гирла — 208 м, падіння річки — 11 м, похил річки — 0,92 м/км. Формується з багатьох безіменних струмків.

## Розташування
Бере початок на північно-західній стороні від села Незнанів. Тече переважно на південний схід і на південно-західній стороні від села Пустельники впадає у річку Березівку, ліву притоку Радоставки.